# アーサー・チュン
アーサー・レイモンド・チュン（Arthur Raymond Chung, 中国語: 鍾亞瑟、1918年1月10日 - 2008年6月23日）は、ガイアナの政治家。1970年から1980年まで、ガイアナの初代大統領を勤めた。客家系の華僑であり、南米ではアジア人初の国家元首。
8人兄弟の末っ子として生まれた。高校卒業後、チュンはロンドンのミドル・テンプルで法律について学び、法廷弁護士の資格を取得した。ガイアナに戻った後、判事として活躍した。1954年に結婚。1男1女を儲けた。
ガイアナが1970年に共和制になったとき、議会はチュンをガイアナ初代大統領に選出した。チュンは同年の3月17日、正式に大統領に就任した。10年後の1980年10月6日にチュンは退任した。
2008年6月23日、自宅において90歳で没した。なお、チュンの死に際して国葬が営まれた。
ガイアナ建国の業績を称え、中華人民共和国の支援で建設されたアーサー・チュン国際会議センターなどにその名を残している。